# Echo (альбом Tom Petty and the Heartbreakers)
Echo — девятый студийный альбом рок-группы Tom Petty and the Heartbreakers, изданный в 1999 году.

## Об альбоме
После выхода Into the Great Wide Open в 1991 году группа выпустила сборник лучших песен и покинула лейбл MCA Records. В 1994 году Том Петти выпустил второй сольный альбом, а в 1996-м The Heartbreakers записали саундтрек к фильму «Только она единственная». Echo вышел на лейбле Warner Bros. Records и был спродюсирован Риком Рубином. На этом альбоме к пятёрке The Heartbreakers присоединился шестой участник — гитарист Скотт Терстон, а ударника Стэна Линча заменил Стив Ферроне. Echo также последний альбом с бас-гитаристом Хоуи Эпштейном, который был вынужден покинуть группу из-за проблем с наркотиками. В 2003 году он умер от передозировки героина.
Во время записи Echo Том Петти переживал болезненный развод, что существенно сказалось на тексте песен. Во время гастролей группа предпочитала не играть песни с Echo, за редкими исключениями. В концертном исполнении можно найти только песни «Room at the Top», «Free Girl Now», «I Don’t Wanna Fight» и «Billy the Kid» (последняя исполнялась наиболее часто). В Billboard 200 альбом достиг 10-й строчки, а песни «Free Girl Now», «Room at the Top» и «Swingin’» — 5-й, 19-й и 17-й соответственно в чарте Mainstream Rock. «I Don’t Wanna Fight» — первая песня, на которой вокальные партии исполняет не Том, а гитарист Майк Кэмпбелл.

## Список композиций
Слова и музыка всех песен — Тома Петти, за исключением «I Don’t Wanna Fight», написанной Майком Кэмпбеллом.
| №   | Название                       | Длительность |
| --- | ------------------------------ | ------------ |
| 1.  | «Room at the Top»              | 5:00         |
| 2.  | «Counting on You»              | 4:05         |
| 3.  | «Free Girl Now»                | 3:30         |
| 4.  | «Lonesome Sundown»             | 4:32         |
| 5.  | «Swingin’»                     | 5:30         |
| 6.  | «Accused of Love»              | 2:45         |
| 7.  | «Echo»                         | 6:36         |
| 8.  | «Won’t Last Long»              | 4:22         |
| 9.  | «Billy the Kid»                | 4:08         |
| 10. | «I Don’t Wanna Fight»          | 2:47         |
| 11. | «This One’s for Me»            | 2:42         |
| 12. | «No More»                      | 3:15         |
| 13. | «About to Give Out»            | 3:12         |
| 14. | «Rhino Skin»                   | 3:57         |
| 15. | «One More Day, One More Night» | 5:37         |

## Участники записи
The Heartbreakers:
- Том Петти — вокал, гитара, губная гармоника
- Майк Кэмпбелл — соло-гитара, бас-гитара
- Бенмонт Тенч[англ.] — фортепиано, орган, чемберлин, клавинет
- Хоуи Эпштейн[англ.] — бас-гитара, бэк-вокал
- Стив Ферроне[англ.] — ударные
- Скотт Терстон[англ.] — акустическая гитара, электрогитара, бэк-вокал

Приглашённые музыканты:
- Ленни Кастро — перкуссия